# Чукчагирско езеро
Чукчагирското езеро (на руски: озеро Чукчагирское) е голямо сладководно езеро в Азиатската част на Русия, Хабаровски край.
С площ от 366 km² е най-голямото езеро в Хабаровския край и 31-во по площ в Русия.
Чукчагирското езеро е разположено в Еворон-Чукчагирската падина, в басейна на река Амгун, ляв приток на Амур, на 70 m н.в. То представлява остатъчно ендогенно езеро, с тектонски произход, реликт на много голямо езеро, съществувало преди 15 – 20 хил. години. Има форма на латинска буква „V“ със сложна брегова линия. Дължината му е 31 km, ширината – 22 km, обемът – 0,8 km3. Около 1/3 от бреговете му (основно северните) са ниски и заблатени. Останалите части от бреговете му са по-високи, изградени от глинести и варовикови седименти. В него има множество високи (до 50 m) и гористи острови с обща площ 20 km², най-големи от които са: Годбанки, Джалу и Нантагкан, като два от тях разделят езерото на три залива – Мета (на северозапад), Ялта (на юг) и Тавки (на североизток).
Езерото е плитко: средна дълбочина – 2 m, максимална – 5 m. Дълбочината му нараства равномерно, с изключение на местата където има стръмни брегове и има по-дълбоки участъци. Дъното е покрито с рядка сериста тиня, а в най-дълбоките части – плътна синкава тиня. В участъците със стръмни и скалисти брегове има тесни участъци от камъни и чакъли. Крайбрежието по южния му бряг и при залива Мета е заето от пясъчни плажове, на места примесени с глина. Северните му заблатени брегове и бреговете на дълбоко врязващият се на юг полуостров между заливите Тавки и Мета са изградени от гниещи дървесни, мъхови и тревисти остатъци с ширина 30 – 40 m и дебелина до 3 m. Тази растителност постепенно се вплътнява, обрасва с тревиста растителност и ниски храсти и по този начин се съкращава площта на езерото.
Водосборният басейн на Чукчагирското езеро заема площ от 1060 km². В него се вливат 48 малки реки, като само 3 от тях са с дължина над 10 km. В края на ХІХ и началото на ХХ в. езерото се е подхранвало от водите на река Амгун, но през 1920-те години постъпването на вода от реката се прекратява и то започва постепенно да намалява по площ, обем и дълбочина. От североизточния му ъгъл изтича силно меандриращата през блатата река Олджикан (Олгин), десен приток на Амгун, която е ляв приток на Амур.
Подхранването на езерото е смесено – снежно, дъждовно и подземно. Водният му режим целогодишно е постоянен, като годишното колебание на водното равнище не превишава 25 см, а многогодишното – 40 см. Пролетното покачване на нивото на водата започва в края на април и след размразяването му през втората половина на май достига своя максимум, който се запазва почти през цялото лято под влияние на обилните валежи и подземните води. При по-продължителни засушавания се снижава и подземното подхранване и тогава се прекратява оттока на водата по река Олджикан, поради това че плитчината намираща се при изтичането на реката от езерото се осушава. Периодически през няколко години поради поройни дъждове река Амгун приижда, залива блатата разположени между нея и езерото и в него постъпва огромно количество вода от реката.
Чукчагирското езеро замръзва в края на октомври или началото на ноември и се размразява през май. Сезонът без ледови явления продължава 100 – 130 дни. Повишаването на температурата на водата започва през първата половина на май, а от юни до началото на август температурата на водата достига 23 – 26 °C, след което започва да се понижава и в края на октомври достига минимални стойности. Водата в езерото е мътна (прозрачност от 23 до 65 см), със сиво-зелен цвят и с повишено съдържание на органични вещества.
Чукчагирското езеро е богато на риба. Постоянни населени места по бреговете му няма.
Езерото е открито и за първи път нанесено на карта през октомври и ноември 1852 г. от Николай Бошняк, участник в Руската правителствена експедиция възглавявана от морския капитан Генадий Невелски.